# Marie-Odile Bertella-Geffroy
Marie-Odile Bertella-Geffroy, née en 1949, est une ancienne magistrate française, avocate en santé publique depuis 2015. 

## Biographie

### Famille et formation
Marie-Odile Bertella naît en 1949. À l'issue de ses études aux facultés de droit de Caen et de Paris, elle est diplômée en droit privé et criminologie. Elle suit ensuite les cours de l'École nationale de la magistrature.

### Magistrat (1981-2014)

#### Postes occupés
À sa sortie de l'École nationale de la magistrature en 1976, Marie-Odile Bertella-Geffroy est nommée juge d'instruction à Chartres. En 1981, elle est nommée juge d'instruction à Paris. Le 26 février 2003, première juge d'instruction au tribunal de grande instance de Paris, elle en est nommée vice-présidente chargée de l'instruction. Elle y crée alors le pôle de santé publique,.
Le 27 mars 2013, elle est déchargée des fonctions de l'instruction,. En février 2014, ayant atteint la limite d'âge, elle est admise à faire valoir ses droits à la retraite aux dates et maintenus en fonctions jusqu'au 30 juin 2014.

#### Dossiers instruits
Elle se spécialise dans les dossiers judiciaires de santé publique. Elle instruit notamment le volet non-ministériel de l'affaire du sang contaminé. Elle instruit également le dossier sur l'hormone de croissance soupçonnée d'avoir transmis la maladie de Creutzfeldt-Jakob aux personnes traitées par ce produit, le dossier de l'amiante sur le campus de Jussieu, celui de la légionellose à l'hôpital européen Georges-Pompidou, celui de la vaccination anti-hépatite B compte tenu d'un soupçon de lien avec la sclérose en plaques ou encore celui de la maladie de la vache folle, celui des éventuelles conséquences sanitaires des essais nucléaires français menés au Sahara et en Polynésie française où elle demande la déclassification des dossiers relevant du ministère de la Défense.
Outre ces dossiers de santé publique, elle instruit d'autres dossiers sensibles comme les éventuelles conséquences sanitaires de la guerre du Golfe, où elle demande la déclassification des dossiers relevant du ministère de la Défense,,,,,, ou encore les éventuelles conséquences sanitaires du « nuage » de la catastrophe nucléaire de Tchernobyl.

### Avocate (depuis 2015)
Le 5 janvier 2015, Marie-Odile Bertella-Geffroy s'inscrit au barreau de Nanterre.

### Activités syndicales et politiques
En octobre 2010 aux élections syndicales pour élire les membres de la Commission d'avancement, elle se présente sur la liste FO-Magistrats. Elle est élue 1er suppléant.
Marie-Odile Bertella-Geffroy fait partie des personnalités d'ouverture présentées, lors des élections régionales de 2015, par Europe Écologie Les Verts. Tête de liste dans les Hauts-de-Seine au premier tour, elle est élue au second tour dans ce département après fusion de la liste EELV avec celle du Parti socialiste.
Elle soutient Michèle Rivasi pour la primaire de l'écologie de 2016.

## Publication
- 2015 : Le Racket des laboratoires pharmaceutiques et comment en sortir, avec Michèle Rivasi et Serge Rader, Paris : Les Petits matins